# Сайото (округ, Огайо)
Округ  Сайото ( Scioto County) — округ (графство) у штаті  Огайо, США. Ідентифікатор округу 39145.

## Історія
Округ утворений 1803 року.

## Демографія
За даними перепису 
2000 року 
загальне населення округу становило 79195 осіб, зокрема міського населення було 39318, а сільського — 39877.
Серед мешканців округу чоловіків було 38653, а жінок — 40542. В окрузі було 30871 домогосподарство, 21372 родин, які мешкали в 34054 будинках.
Середній розмір родини становив 2,96.
Віковий розподіл населення поданий у таблиці:
| Стать    | До 15 років | 15-21 | 22-29 | 30-39 | 40-49 | 50-65 | 65-85 | Понад 85 |
| -------- | ----------- | ----- | ----- | ----- | ----- | ----- | ----- | -------- |
| Чоловіки | 8070        | 4340  | 4390  | 5573  | 5665  | 5989  | 4248  | 378      |
| Жінки    | 7596        | 3860  | 4078  | 5487  | 5694  | 6627  | 6169  | 1031     |

## Суміжні округи
- Пайк — північ
- Джексон — північний схід
- Лоуренс — південний схід
- Ґрінап, Кентуккі — південь
- Люїс, Кентуккі — південний захід
- Адамс — захід

## Виноски
1. ↑  U.S. Decennial Census. United States Census Bureau. Архів оригіналу за 26 квітня 2015. Процитовано 11 лютого 2015.
2. ↑  Historical Census Browser. University of Virginia Library. Архів оригіналу за 11 серпня 2012. Процитовано 11 лютого 2015.
3. ↑  Forstall, Richard L., ред. (27 березня 1995). Population of Counties by Decennial Census: 1900 to 1990. United States Census Bureau. Процитовано 11 лютого 2015.
4. ↑  Census 2000 PHC-T-4. Ranking Tables for Counties: 1990 and 2000 (PDF). United States Census Bureau. 2 квітня 2001. Процитовано 11 лютого 2015.
5. ↑  State & County QuickFacts. United States Census Bureau. Архів оригіналу за 8 січня 2016. Процитовано 11 лютого 2015. [Архівовано 2016-01-08 у Wayback Machine.](англ.) Наведено за англійською вікіпедією.
6. ↑  American FactFinder. Бюро перепису населення США. Архів оригіналу за 26 лютого 2012. Процитовано 31 січня 2008. [Архівовано 2008-05-21 у Wayback Machine.]

| США | Це незавершена стаття з географії США. Ви можете допомогти проєкту, виправивши або дописавши її. |